# Sachs 503 ADV CH

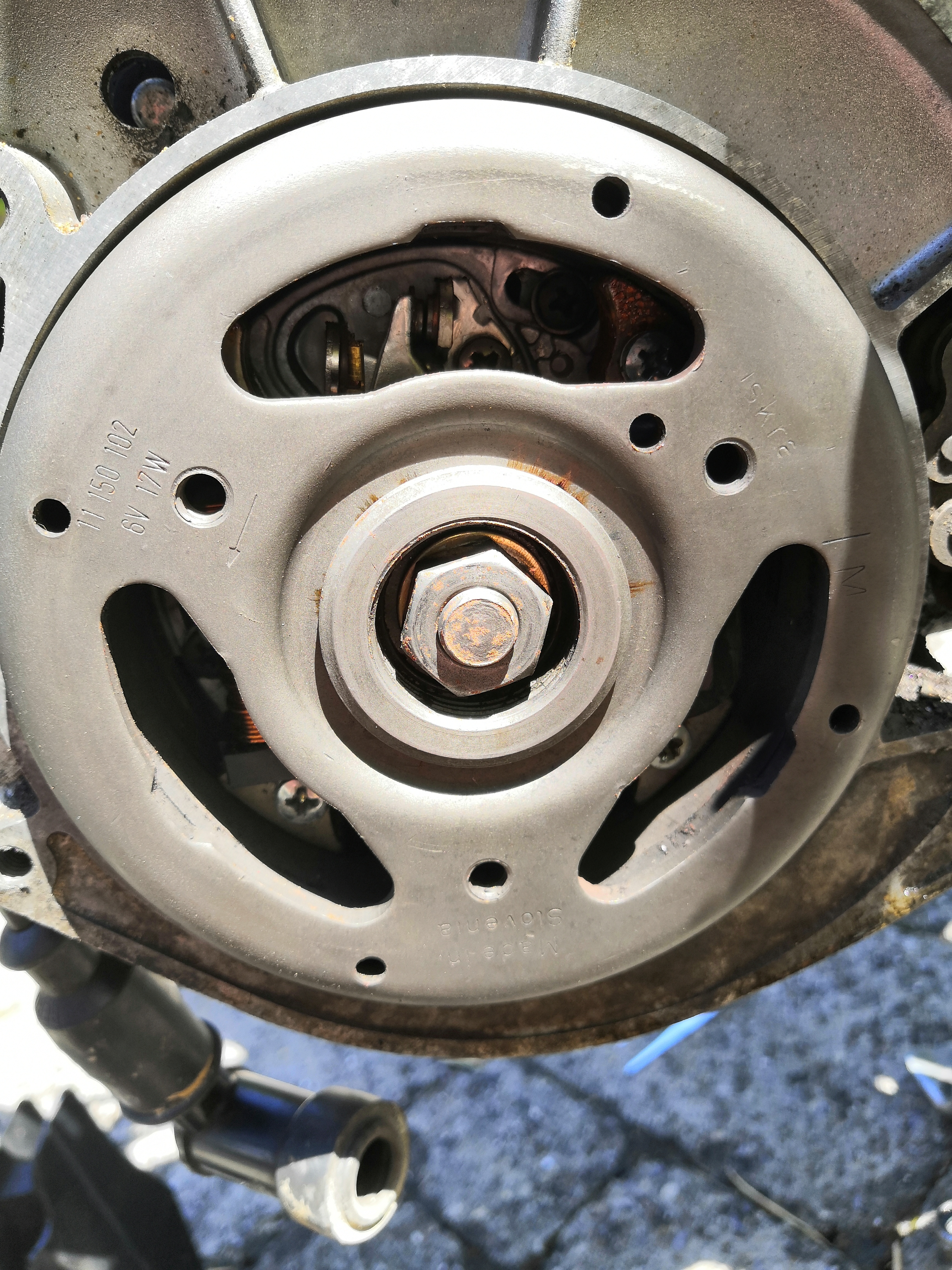
Schwungrad eines Sachs 503 ADV CH, dahinter die Zündung.

Der Sachs 503 ADV CH ist ein Einzylinder-Mofa-Motor der Serie Sachs 503 des deutschen Herstellers Fichtel & Sachs in Schweinfurt. Der Motor ist ein Zweigang-Automat mit einer Fliehkraftkupplung und 1,2 PS bei 3800 min−1. Der Motor wurde ausschließlich in der Schweiz vertrieben. Der Sachs 503 ADV CH ist sehr selten, da er auch mit Pony in Verbindung war. Die Kühlung erfolgt durch Fahrtwind. Die Leerlaufdrehzahl des Motors beträgt 1750 ± 205 min−1.

## Zündung
Die Zündung erfolgt über einen Magnetzünder-Generator mit 6 V und 17 W von Bosch. Die originale Zündkerze ist eine Bosch W 8AC (W 145 T 1) mit einem Elektrodenabstand von 0,5 mm. Die Zündung erfolgt 3,3 mm (28°) vor o.T. Beim Sachs 503 ADV CH ist original ein Bing-18-Vergaser mit einer Hauptdüse der Größe 50 und einer Leerlaufdüse der Größe 30 montiert.